# Opconommula spinosa
Opconommula spinosa is een hooiwagen uit de familie Pyramidopidae.